# Rhys Ifans
Rhys Ifans (Haverfordwest, Wales, 22. srpnja 1967.), priznati velški glumac.
Rodio se u mjestu Haverfordwest, Pembrookshire, Wales. Majka Beti-Wyn je odgajateljica u vrtiću, a otac Eirwyn, učitelj u osnovnoj školi. Njegov brat Lýr je također glumac.
Njegovo ime je Rhys Evans, ali je prihvatio velški izgovor prezimena "samo da bude teško". Pohađao je srednju školu na velškom u Moldu, gdje je kasnije studirao i kazalište. Bio je pjevač benda Super Furry Animals, prije nego što su postali slavni. Vodio je niz predstava i događanja na velškom jeziku prije nego što je započeo glumačku karijeru. Glumio je i u kazalištima u Londonu i Manchesteru. Do sada je ostvario 30-ak uloga, a nagradu BAFTA, dobio je za portertiranje Petera Cooka, britanskog glazbenika. Među njegovim partnerima su Robert Carlyle, Samuel L. Jackson, Hugh Grant, i niz drugih glumaca i glumica. Došao je u kontroverzne vode zbog povezanosti s grupom Velšana koja se oružjem bori protiv britanskih vlasnika velške zemlje. Također je kritiziran zbog neukusnog vica kojemu je tema bila pedofilija.

## Vanjske poveznice
- Rhys Ifans u internetskoj bazi filmova IMDb-u (engl.)